# Пашкова, Анастасия Михайловна
Анастасия Михайловна Пашкова (5 октября 1993, Златоуст, Челябинская область) — российская биатлонистка, чемпионка и призёр чемпионата России. Мастер спорта России.

## Биография
В детские годы занималась лыжным спортом в СДЮСШОР им. С. И. Ишмуратовой (г. Златоуст). Занимается биатлоном с 2011 года. С 2015 года выступает за Тюменскую область, ранее представляла Ханты-Мансийск. Первый тренер — В. С. Котов, также тренировалась под руководством Л. А. Гурьева, Е. А. Пылёва, И. А. Мальгиной, А. В. Дубровского.

### Юниорская карьера
Участница чемпионата мира среди юниоров 2012 года в Контиолахти в категории до 19 лет, заняла шестое место в спринте и 13-е — в гонке преследования. На следующий год, на чемпионате в Обертиллиахе, выступала среди 21-летних и заняла 14-е место в спринте, 17-е — в пасьюте и 24-е — в индивидуальной гонке.
В 2013 году принимала участие в чемпионате Европы среди юниоров в Банско, заняла 19-е место в спринте и шестое — в гонке преследования.
В летнем биатлоне принимала участие в юниорском чемпионате 2012 года в Уфе, была 12-й в спринте и гонке преследования.

### Взрослая карьера
В 2016 году в составе сборной Тюменской области стала чемпионкой России в командной гонке и серебряным призёром в гонке патрулей, также в составе сборной Уральского ФО была бронзовым призёром в смешанной эстафете.
Становилась победительницей этапа Кубка России.
Окончила Чебоксарский политехнический институт (филиал) Московского государственного машиностроительного университета (МАМИ).